# Phillipsburg Township (Missouri)
Phillipsburg Township est un ancien township, situé dans le comté de Laclede, dans le Missouri, aux États-Unis,.
Le township est fondé en 1849, sous le nom d'Union Township. Il est baptisé sous son nom actuel en 1935, en référence au village de Phillipsburg (en).

### Source de la traduction
- (en) Cet article est partiellement ou en totalité issu de l’article de Wikipédia en anglais intitulé « Phillipsburg Township, Laclede County, Missouri » (voir la liste des auteurs).